# Vandiver (Alabama)
Vandiver es un lugar designado por el censo (en inglés, census-designated place, CDP) situado en el condado de Shelby, Alabama, Estados Unidos. Según el censo de 2020, tiene una población de 1084 habitantes.

## Geografía
La localidad está ubicada en las coordenadas 33°27′32″N 86°31′45″O / 33.45889, -86.52917. Según la Oficina del Censo de los Estados Unidos, tiene una superficie total de 54.01 km², de los cuales 52.60 km² corresponden a tierra firme y 1.41 km² están cubiertos de agua.

## Demografía
Según el censo de 2020, hay 1084 personas residiendo en la localidad. La densidad de población es de 20.61 hab./km². El 91.4% de los habitantes son blancos, el 2.9% son afroamericanos, el 0.5% son amerindios, el 0.1% es asiático, el 0.5% son de otras razas y el 4.7% son de una mezcla de razas. Del total de la población, el 2.8% son hispanos o latinos de cualquier raza.